# Kolandoto

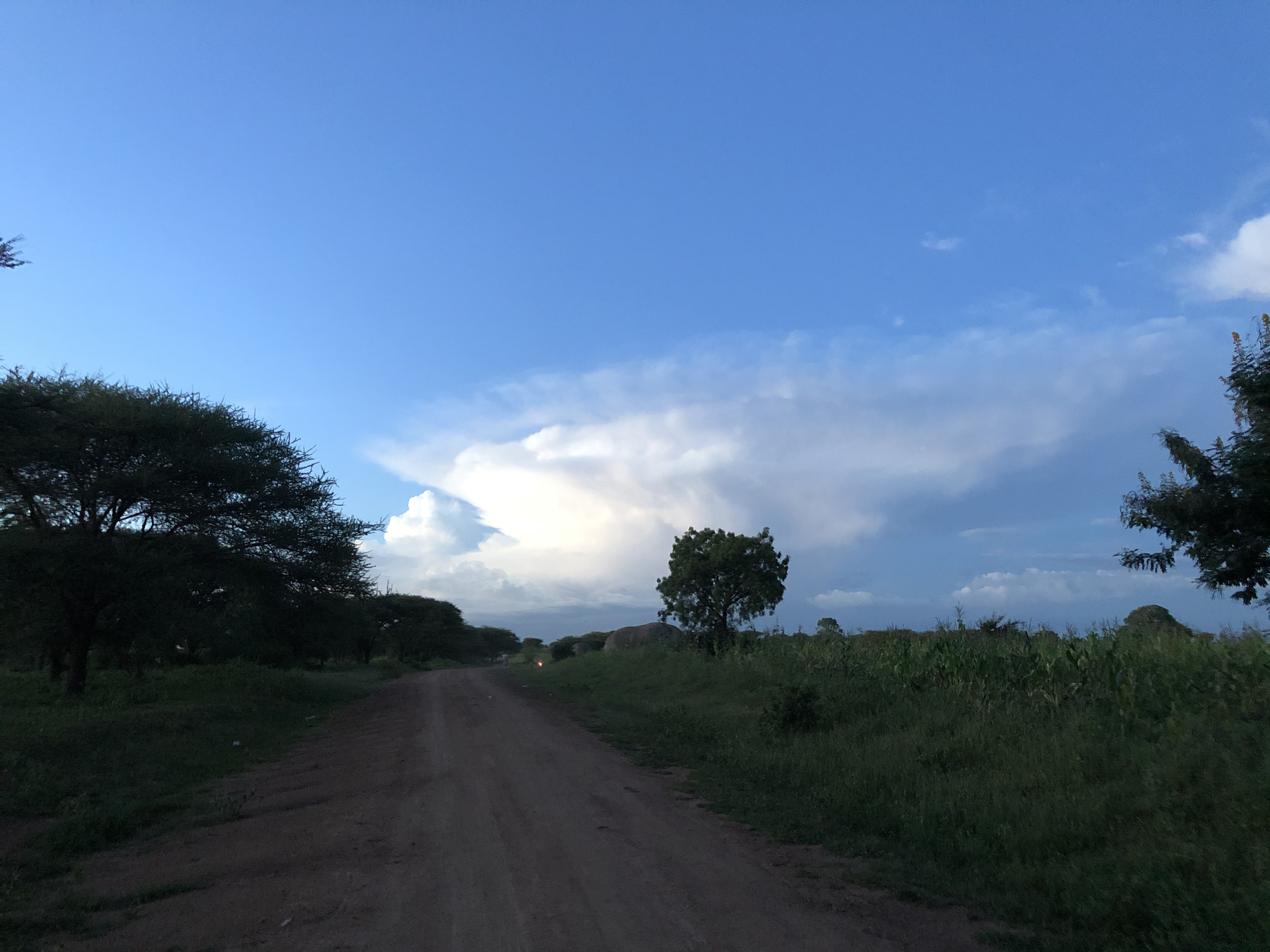
Paesaggio di Kolandoto

Kolandoto è una circoscrizione rurale (rural ward) della Tanzania situata nel distretto urbano di Shinyanga, regione di Shinyanga. Conta una popolazione di 11 301 abitanti (censimento 2012).